# Ручупхан, Мичай
Мичай Ручупхан (тайск. มีชัย ฤชุพันธุ์; род. 2 февраля 1938, Бангкок) — председатель/президент Комиссии Правовой реформы Таиланда, Государственного совета. Он исполнял обязанности премьер-министра Таиланда после военного переворота в феврале 1991 года. Занимал должность премьер-министра только семнадцать дней, с 24 мая 1992 до 10 июня 1992 года, и сдал полномочия Анану Панъярачуну. Мичай Ручупхан был назначен Королевским Командованием после того, как непопулярный генерал Сучинда Крапраюн ушёл в отставку под давлением общественного мнения. Мичай Ручупхан был председателем Парламента Таиланда с 2006 по 2007 годы.

## Награды
| Таиланд | 1980 — | Рыцарь Большой ленты ордена Короны Таиланда   | Рыцарь Большой ленты ордена Короны Таиланда   | ม.ว.ม. |
| Таиланд | 1981 — | Рыцарь Большой ленты ордена Белого слона      | Рыцарь Большой ленты ордена Белого слона      | ม.ป.ช. |
| Таиланд | 1993 — | Рыцарь командор ордена Чула Чом Клао          | Рыцарь командор ордена Чула Чом Клао          | ท.จ.   |
| Таиланд | 1995 — | Рыцарь Большого креста ордена Дирекгунабхорна | Рыцарь Большого креста ордена Дирекгунабхорна | ป.ภ.   |